# Hohenfels (Bavière)
Pour les articles homonymes, voir Hohenfels.
Hohenfels est une commune de Bavière (Allemagne), située dans l'arrondissement de Neumarkt in der Oberpfalz, dans le district du Haut-Palatinat.
Le Joint Multinational Readiness Center, un centre d'entrainement de l'OTAN, se trouve sur le territoire de cette commune.
Pendant la Seconde guerre mondiale s'y trouvait le camp de prisonniers de guerre Stalag 383 de 1943 à 1945 .
Le 24 avril 1945, la 65e division d'infanterie du major général Stanley Eric Reinhart prend possession du camp après la reddition du major géneral Gustav Geiger, libérant bon nombre de prisonniers de guerre britanniques.
Le camp fut réemployé en temps de camps pour personnes déplacées de 1945 à 1949.